# Chervonohrad
Chervonohrad (em ucraniano:  Червоноград, antigo nome Polonês: Krystynopol, em ucraniano:  Кристинопіль, transl. Krystynopil, em alemão:  Krisnipolye) é uma cidade da Ucrânia, situada no Oblast de Leópolis. Tem 37,6 km² de área e sua população em 2020 foi estimada em 65.871 habitantes.